# Holiday (Girls' Generation)
Holiday è un brano musicale del girl group sudcoreano Girls' Generation, pubblicato nel 2017 nell'album Holiday Night.

## Classifiche
| Classifica (2017) | Posizione massima |
| ----------------- | ----------------- |
| Corea del Sud     | 12                |